# Mathematik im alten China
Die Mathematik im alten China entwickelte sich ausgehend von den frühen Hochkulturen bis etwa zum 16. Jahrhundert n. Chr. weitgehend unbeeinflusst durch andere Kulturkreise. Eine erste Blütezeit erreichte sie in der Han-Dynastie; in dieser Epoche entstand auch das bedeutendste Werk der chinesischen Mathematik überhaupt, die Neun Kapitel der mathematischen Prozeduren aus dem 1. Jahrhundert n. Chr., das den Stand der bis dahin erreichten Kenntnisse zusammenfasst. Weitere Fortschritte wurden unter anderem durch die Kommentare und Ergänzungen der Neun Kapitel durch Liu Hui im 3. Jahrhundert und durch die Sammlung der Zehn mathematischen Klassiker im 7. Jahrhundert erzielt. Ihren Höhepunkt erreicht die Mathematik des alten China im 13. und 14. Jahrhundert mit den Arbeiten der vier bedeutenden Mathematiker Yang Hui, Qin Jiushao, Li Ye und Zhu Shijie. Aber auch in der Qing-Dynastie hatten die Neun Kapitel noch weitreichenden normativen Einfluss auf die Arbeiten chinesischer Mathematiker.
Im Bereich der Arithmetik war eine Besonderheit der chinesischen Mathematik die Verwendung von Rechenstäbchen und einer damit zusammenhängenden Zahlschrift, die ein effizientes Rechnen im dezimalen Stellenwertsystem ermöglichten. Neben den vier Grundrechenarten kannte man auch praktische Verfahren zur Berechnung von Quadrat- und Kubikwurzeln. Die Geometrie im alten China beschäftigte sich unter anderem mit Vermessungsaufgaben, mit der Bestimmung von Flächen und Volumina und mit Näherungen für die Kreiszahl {\displaystyle \pi }. Die bedeutendsten Fortschritte erzielten die chinesischen Mathematiker im Bereich der Algebra. So finden sich bereits in den Neun Kapiteln Verfahren zum Lösen linearer Gleichungssysteme und von Polynomgleichungen sowie die Behandlung simultaner Kongruenzen mit dem chinesischen Restsatz.

### Monografien
- Andrea Bréard: Nine Chapters on Mathematical Modernity. Essays on the Global Historical Entanglements of the Science of Numbers in China. Cham: Springer, 2019; ISBN 978-3-319-93695-6.
- Jean-Claude Martzloff: Historie des mathématiques chinoises. Paris: Masson, 1987.
  - Englische Übersetzung von Stephen S. Wilson: A History of Chinese Mathematics. Springer, Berlin/Heidelberg 1997, ISBN 978-3-540-33782-9.
- Joseph Needham (mit Wang Ling): Science and Civilisation in China. Bd. 3: Mathematics and the Sciences of the Heavens and the Earth. Cambridge: Cambridge University Press, 1959; ISBN 0-521-05801-5.

### Buchkapitel / Aufsätze
- Andrea Bréard: War und ist Mathematik in China anders? Ein Ausblick auf historische Narration und neue Trends. In: Mitt. Math. Ges. Hamburg. Band 33, 2013.
- Dietmar Herrmann: Mathematik im Mittelalter – Die Geschichte der Mathematik des Abendlands mit ihren Quellen in China, Indien und im Islam. Springer, Berlin/Heidelberg 2016, ISBN 978-3-662-50289-1, Kap. 2 Die chinesische Mathematik bis 1400.
- Luke Hodgkin: A History of Mathematics – From Mesopotamia to Modernity. Oxford University Press, New York 2005, ISBN 978-0-19-852937-8, 4. Chinese Mathematics.
- Victor J. Katz: A History of Mathematics – An Introduction. 3. Auflage. Addison-Wesley/Pearson, Boston u. a. 2009, ISBN 978-0-321-38700-4, Chapter 7 Ancient and Medieval China.
- Hans Wußing: 6000 Jahre Mathematik – Eine kulturgeschichtliche Zeitreise. 1. Von den Anfängen bis Leibniz und Newton. Springer, Berlin/Heidelberg 2008, ISBN 978-3-540-77189-0, Abschnitt 2.1 Mathematik im alten China.
- Эльвира Ивановна Берёзкина: Китай. In: Адольф Павлович  Юшкевич (Hg.): История математики с древнейших времен до начала XIX столетия. Moskau: Наука, 1970.